# ایزوزیم
ایزوزیم (همچنین به عنوان ایزوآنزیم‌ها یا به‌طور کلی به عنوان اشکال متعدد آنزیم‌ها شناخته می‌شوند) آنزیم‌هایی هستند که در توالی اسیدهای آمینه متفاوت هستند اما همان واکنش شیمیایی را کاتالیز می‌کنند. این آنزیم‌ها معمولاً پارامترهای مختلف جنبشی (به عنوان مثال مقادیر مختلف K M) یا خصوصیات نظارتی متفاوت را نشان می‌دهند. وجود ایزوزیم‌ها تنظیم دقیق متابولیسم را برای پاسخگویی به نیازهای خاص یک بافت معین یا مرحله رشد امکان‌پذیر می‌کند. در زیست‌شیمی، ایزوآنزیم‌ها ایزوفرم (انواع نزدیک به هم) آنزیم‌ها هستند. در بسیاری از موارد، کدگذاری آنها توسط ژن‌های همولوگ انجام می‌شود که با گذشت زمان از یکدیگر جدا شده‌اند. اگرچه، به‌طور دقیق، آلوزیم‌ها نشان دهنده آنزیم‌های اللهای مختلف یک ژن هستند و ایزوزیم‌ها نشان دهنده آنزیم‌هایی از ژن‌های مختلف هستند که واکنش یکسان را پردازش یا کاتالیز می‌کنند، اما این دو کلمه معمولاً به جای یکدیگر استفاده می‌شوند.

## مقدمه

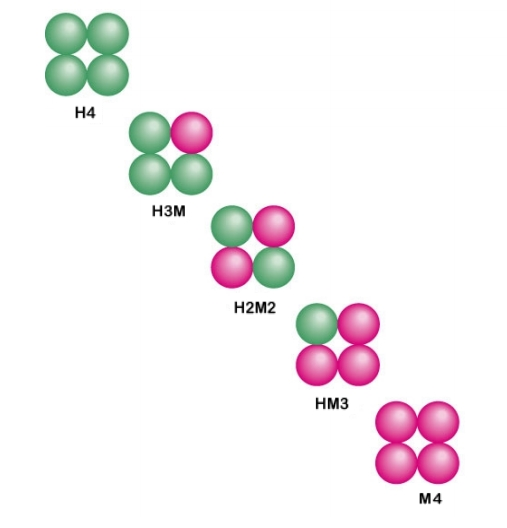
۵ ایزوآنزیم LDH

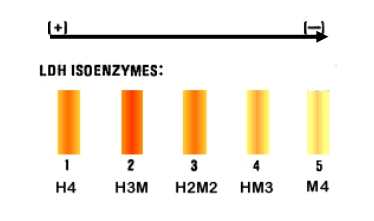
تمایز بین پنج ایزوآنزیم با استفاده از الکتروفورز

ایزوآنزیم‌ها برای اولین بار توسط RL Hunter و Clement Markert (1957) توصیف شدند که آنها را به عنوان انواع مختلف آنزیم مشابه با عملکردهای یکسان و در یک فرد مشخص تعریف کردند. این تعریف شامل (۱) انواع آنزیم‌هایی است که محصول ژن‌های مختلف هستند و بنابراین مکانهای مختلفی را نشان می‌دهند (به عنوان ایزوزیم توصیف می‌شوند) و (۲) آنزیم‌هایی که محصول آلل‌های مختلف یک ژن هستند (به عنوان آلوزیم توصیف می‌شوند).

## مثال‌ها
یک نمونه از ایزوآنزیم گلوکوکیناز است، یک نوع هگزوکیناز که توسط گلوکز ۶-فسفات مهار نمی‌شود. ویژگی‌های مختلف تنظیمی و میل کمتر آن به گلوکز (در مقایسه با سایر هگزوکینازها) باعث می‌شود تا بتواند عملکردهای مختلفی را در سلول‌های اندام‌های خاص مانند کنترل ترشح انسولین توسط سلول‌های بتا لوزالمعده یا شروع سنتز گلیکوژن توسط سلول‌های کبدی انجام دهد. . هر دو این فرایندها باید فقط در مواردی اتفاق بیفتند که گلوکز زیاد باشد.
۱) آنزیم لاکتات دهیدروژناز یک تترامر است که از دو زیر واحد مختلف، شکل H و M ساخته شده‌است. اینها بسته به بافت در ترکیبات مختلفی ترکیب می‌شوند:
| تایپ کنید | ترکیب بندی | محل               | تحرک الکتروفورتیک | خواه توسط نابود شود گرما (در دمای ۶۰ درجه سانتیگراد) | درصد نرمال سرم در انسان |
| --------- | ---------- | ----------------- | ----------------- | ---------------------------------------------------- | ----------------------- |
| LDH 1     | HHHH       | قلب و گلبول قرمز  | سریعترین          | نه                                                   | ۲۵٪                     |
| LDH 2     | HHHM       | قلب و گلبول قرمز  | سریعتر            | نه                                                   | ۳۵٪                     |
| LDH 3     | HHMM       | مغز و کلیه        | سریع              | تا اندازه ای                                         | ۲۷٪                     |
| LDH 4     | HMMM       | عضله و کبد اسکلتی | آهسته. تدریجی     | آره                                                  | ۸٪                      |
| LDH 5     | MMMM       | عضله و کبد اسکلتی | کندترین           | آره                                                  | ۵٪                      |